# Xã Eagle, Quận Boone, Indiana
Xã Eagle (tiếng Anh: Eagle Township) là một xã thuộc quận Boone, tiểu bang Indiana, Hoa Kỳ. Năm 2010, dân số của xã này là 21.977 người.